# Dwukolczak śródziemnomorski
Dwukolczak śródziemnomorski (Paliurus spina-christi Mill..) – gatunek rośliny z rodziny szakłakowatych (Rhamnaceae). 

## Zasięg geograficzny
Rośnie dziko w Afryce Północnej (Algieria, Marok), Europie Południowej (Francja, Hiszpania,Albania, Bułgaria, Jugosławia,  Grecja, Włochy, Rumunia), Europie Wschodniej (Ukraina) i Azji (Afganistan, Iran,  Irak, Izrael, Jordania, Liban, Syria, Turcja, Armenia, Azerbejdżan, Gruzja, Tadżykistan, Turkiestan, Uzbekistan). Jest uprawiany w wielu krajach świata.

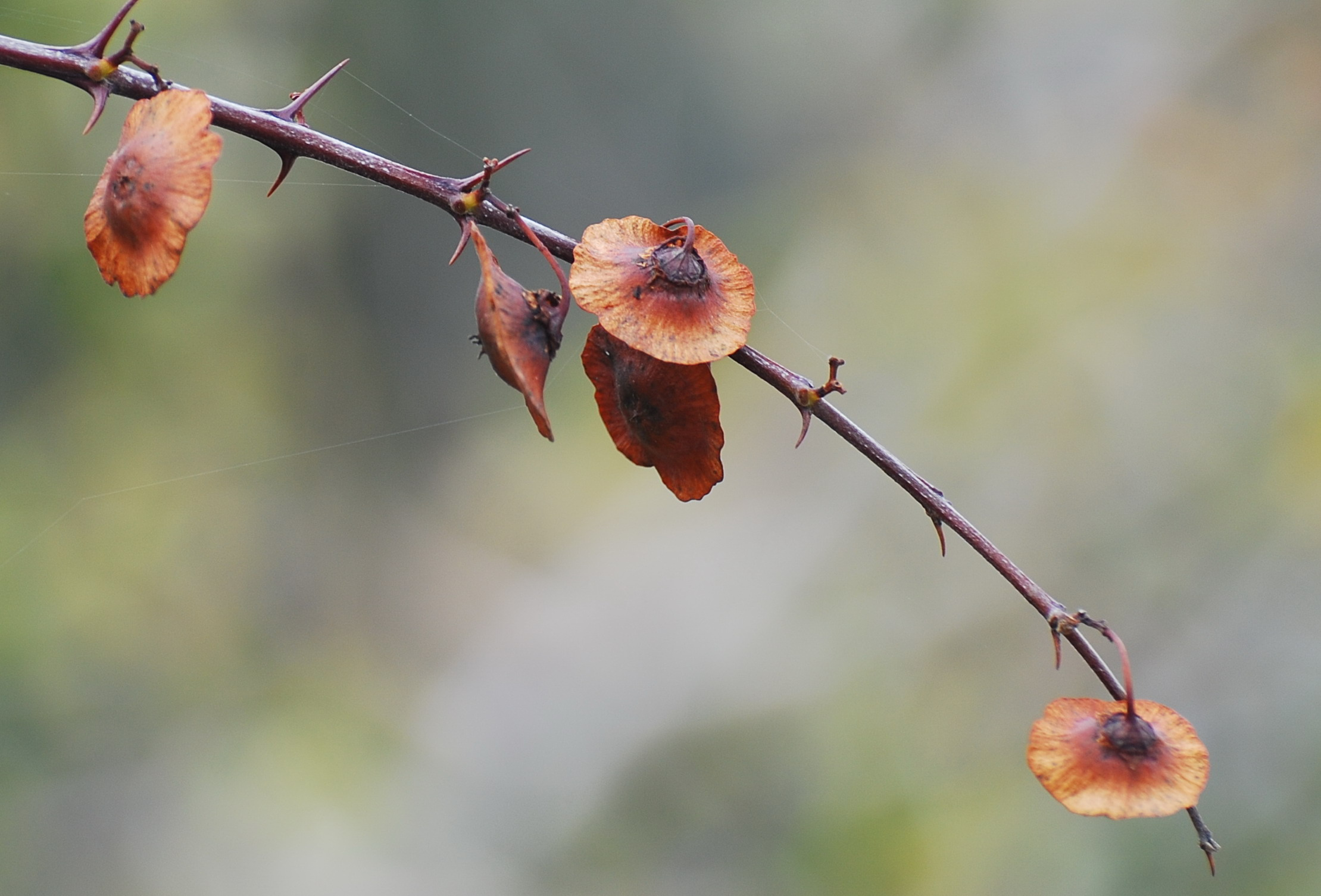
Pęd z cierniami i owocami

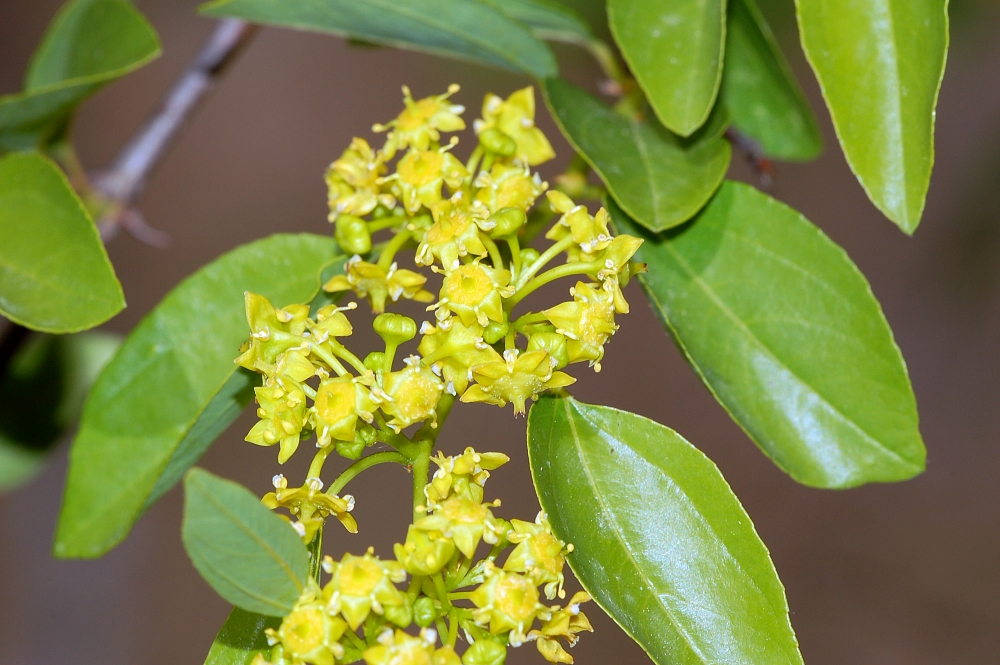
Pęd z liśćmi i kwiatami

## Morfologia
PokrójKrzew o wysokości 3–4 m i cienkich, zygzakowato pogiętych pędach.
LiściePojedyncze, błyszczące, elipsowate z ostrym wierzchołkiem. Jesienią przebarwiają się na żółto. Przy każdym liściu wyrastają po dwa ciernie: jeden prosty, o długości do 1 cm, i drugi, krótszy i haczykowato zagięty.
KwiatyŻółte, drobne, gwiazdkowate. Powstają z nich ozdobne skrzydlaki.

## Zastosowanie
W krajach o ciepłym klimacie (strefy mrozoodporności 8-11) jest uprawiany jako roślina ozdobna w parkach, ogrodach. Ze względu na ciernie szczególnie nadaje się na żywopłoty.

## Udział w kulturze
Łacińską nazwę gatunkową spina-christi nadał mu botanik Philip Miller, który przekonany był, że z pędów tej rośliny wykonano koronę cierniową Jezusa Chrystusa. Kolczaste pędy tej rośliny spełniają warunki podane w Ewangelii Mateusza (27,28-30). Co prawda, obecnie gatunek ten nie występuje w okolicach Jerozolimy, północna granica jego zasięgu w stanie naturalnym to Syria i Góra Tabor, jednak w czasach Chrystusa mógł rosnąć w Jerozolimie. Dowodem mogą być pochodzące z okresu 3200 lat p.n.e. znaleziska drewna tego gatunku w Jerychu.  Większość znawców roślin biblijnych uważa jednak, że koronę cierniową Chrystusa wykonano raczej z rośliny o nazwie głożyna cierń Chrystusa (Ziziphus spina-christi).